# Pie Jesu
Pie Iesu är en motett ur det sista versparet i Dies irae och är ofta en del av ett requiem, den katolska mässan för de döda. Tonsättarna Luigi Cherubini, Gabriel Fauré, Maurice Duruflé, John Rutter, Andrew Lloyd Webber och Fredrik Sixten har alla inkluderat Pie Iesu i sina respektive kompositioner av requiem.
Den mest kända av dessa kan sägas vara Gabriel Faurés version. Camille Saint-Saëns har sagt att "precis som Mozart komponerat den enda [riktiga] Ave verum corpus, är detta den enda Pie Iesu".
Dock har Andrew Lloyd Webbers version blivit mest känd bland dem som lyssnar mer på populärmusik.

## Text
Pie Iesu (4x)

Qui tollis peccata mundi

Dona eis requiem (2x)

(Ovanstående vers repeteras fyra gånger)
Agnus Dei (4x)

Qui tollis peccata mundi

Dona eis requiem (2x)

Sempiternam requiem (2x)

## Översättning
Ungefärlig översättning:
Pie Iesu  = Käre Jesus
Agnus Dei = Guds lamm 
Qui tollis peccata mundi = Som tar bort världens synd
Dona eis requiem = Ge dem frid
Sempiternam requiem = Evig frid

## Versioner
- Becky Gulsvig och Gaelen Gilliland i Legally Blonde: The Musical
- Chloë Agnew, Lynn Hilary och Máiréad Nesbitt i Celtic Woman
- Charlotte Church
- Hayley Westenra
- Sarah Brightman
- Sissel Kyrkjebø
- The Priests
- Moto Boy